# Josep Jordana i Morera
Josep Jordana i Morera (Cervera, Segarra, 27 de febrer de 1836 - San Lorenzo de l'Escorial, 11 d'agost de 1906) fou un enginyer forestal i lexicògraf català.
Germà del també enginyer agrònom Ramon Jordana i Morera, amb setze anys ingressà a l'Escola Especial d'Enginyers de Forests, instal·lada des de 1848 al castell de Villaviciosa d'Odón, on es va llicenciar com a enginyer de muntanyes. Durant la seva trajectòria professional va exercir diversos càrrecs públics a Albacete, Conca, Jaén, Osca, Segòvia, Saragossa, Lleida i Madrid. Va participar també en multitud de comissions a l'estranger i en nombroses exposicions universals, per la qual cosa va realitzar variats viatges per l'estranger. Va ser el primer president del Consell forestal d'Espanya i va rebre un gran nombre de condecoracions. Fou comissari reial de l'Exposició Universal de Barcelona (1888). Publicà un gran nombre d'obres sobre l'agricultura a diversos països i una Nota sobre los alcornocales y la industria corchera el 1885.
La tasca filològica d'aquest autor es va centrar en elaboració d'un repertori lexicogràfic titulat Algunas voces forestales y otras que guardan relación con las mismas confrontadas todas con el Diccionario de la Real Academia Española, escrit a instàncies del seu amic i acadèmic Juan Eugenio Hartzenbusch (1806 -1880). En aquest treball, Jordana recull les veus de el camp de la botànica incloses en els diccionaris acadèmics, i puntualitza diversos aspectes de les seves accepcions, com la informació dialectal, l'etimologia o la vigència de la veu.